# Ust'-Šonoša
Ust'-Šonoša (in lingua russa Усть-Шоноша) è un villaggio situato in Russia, nell'Oblast' di Arcangelo, nel Vel'skij rajon.